# Benicjusz Głębocki
Benicjusz Głębocki (ur. 5 maja 1934 w Poznaniu, zm. 4 czerwca 2024) – polski geograf, profesor nauk o Ziemi.

## Życiorys
Urodził się 5 maja 1934 roku jako syn Antoniego Głębockiego i Marii Jutrzenki Trzebiatowskiej. W trakcie II wojny światowej uczęszczał na tajne nauczaniu. W 1949 roku ukończył szkołę podstawową nr 42 w Poznaniu. Naukę w szkole średniej rozpoczął w Liceum Ogólnokształcącym św. Marii Magdaleny w Poznaniu, które z przyczyn politycznych zostało zamknięte w 1950 roku, następnie przeniósł się do VI Liceum Ogólnokształcącego im. Ignacego Jana Paderewskiego, które ukończył w 1953 roku zdając tam maturę.
W 1996 r. uzyskał tytuł profesora nauk o Ziemi. Pracował w Wyższej Szkole Zawodowej "Kadry dla Europy" w Poznaniu, oraz w Instytucie Geografii Społeczno-Ekonomicznej i Gospodarki Przestrzennej na Wydziale Nauk Geograficznych i Geologicznych Uniwersytetu im. Adama Mickiewicza.
Został zatrudniony na stanowisku profesora zwyczajnego w Katedrze Gospodarki Przestrzennej na Wydziale Zamiejscowym w Poznaniu SWPS Uniwersytetu Humanistycznospołecznego z siedzibą w Warszawie i w Instytucie Ekonomii i Zarządzania, Kolegium Nauk Technicznych Wyższej Szkole Gospodarki w Bydgoszczy.
Zmarł 4 czerwca 2024 r. Został pochowany na Cmentarzu Junikowo w Poznaniu.